# Kłusownik (serial telewizyjny)
Kłusownik – polski serial telewizyjny dla młodzieży, zrealizowany w 1980 roku. Dwa lata później powstała kinowa wersja – Na tropach Bartka. Pierwowzorem obydwu produkcji była książka Jerzego Szuszki „Kłusownik o stu twarzach”.
Serial opowiada o grupie dzieci, które trafiają na wieś do stadniny koni. W tym samym czasie w okolicznych lasach grasuje kłusownik. Leśniczy, właściciel stadniny i jego pomocnicy, a także dzieci starają się odkryć, kim jest kłusownik, by uniemożliwić mu zabicie kolejnych zwierząt.

## Obsada
- Stanisław Niwiński − Kasicki, dyrektor stadniny
- Bronisław Pawlik − leśniczy Pietruszka
- Bogusz Bilewski − fotografik Lech Kiczyłło
- Barbara Krafftówna − pani Elżbieta, opiekunka dzieci
- Alina Janowska − Kasicka
- Wirgiliusz Gryń − stajenny Wojko
- Kazimierz Tałaj − traktorzysta Czesiek
- Andrzej Żółkiewski − rotmistrz Zbigniew Grotowski
- Robert Nawrocki − Maciek Kasicki
- Magdalena Scholl − Ewa, siostra Maćka
- Monika Alwasiak − Iga
- Jerzy Roch-Nofer − „Dżokej”
- Jakub Pielaciński − Kuba
- Tomasz Brzeziński − Jurek
- Jaromir Fons-Stankiewicz − Tomek
- Adam Probosz − Grześ
- Krzysztof Wiktorowicz − rybak
- Piotr Zygarski − Jacek
- Jacek Zarębski − Jaś
- Mirosław Siedler − mastalerz
- Jerzy Bielecki, Piotr Dąbrowski, Wojciech Dąbrowski, Jacek Kadłubowski, Krzysztof Nowik, Wojciech Turowski, Adam Wolańczyk